# Astapus Colles
Astapus Colles é um grupo de colinas no quadrângulo de Casius em Marte, localizado a 35.5 norte e 272.3 oeste.  Sua extensão é de 580 km e seu nome vem de uma formação de albedo a 35N, 269W.